# Drymarchon
Drymarchon es un género de serpientes de la familia Colubridae que incluye a la Zumbadora (Guatemala). Las especies del género se pueden encontrar en el sureste de Estados Unidos, México y América Central y Sur América.

## Especies
El género incluye tres especies reconocidas por ITIS:
- Drymarchon corais (Boie, 1827)
- Drymarchon couperi (Holbrook, 1842)[2]
- Drymarchon melanurus (Duméril, Bibron & Duméril, 1854)[3] -- Arroyera de cola negra o zumbadora
  - Drymarchon melanurus melanurus (Duméril, Bibron & Duméril, 1854)
  - Drymarchon melanurus erebennus (Cope, 1860)

Venezuela posee una cuarta por Wüster, Yrausquin & Mijares-Urrutia y una Quinta especie por Roze 1959 ambas son endémicas del país :
- Drymarchon caudomaculatus, Wüster, Yrausquin & Mijares-Urrutia, 2001
- Drymarchon margaritae, Roze, 1959